# Diego Cataño
Diego Cataño é um ator mexicano nascido em 05 de julho de 1990 em Cuernavaca (México). Seu trabalho mais conhecido é a atuação em Narcos, série original da Netflix, interpretando “La Quica”, um assassino contratado pelo Cartel de Medellín.

## Biografia
Diego Cataño nasceu em Cuernavaca (México) em 05 de julho de 1990, filho de  Sergio Cataño, diretor de telenovelas no México, e Mariana Elizondo. Diego tem um meio-irmão, o diretor de cinema Jonás Cuarón, filho de sua mãe e do também diretor de cinema Alfonso Cuarón. Durante infância e pré-adolescência, Diego passou por diversos clubes futebolísticos com o propósito de seguir carreira no esporte.
Após fazer pequenas participações em produções da televisão e do cinema, em 2004 Diego ganha seu primeiro papel protagonista no filme Temporada de Patos do diretor Fernando Eimbcke. Por este trabalho, Cataño foi indicado ao prêmio MTV Movie Awards (México) de melhor ator em 2005.
Seu trabalho seguinte foi a atuação no curta-metragem Ver llover (2006), ganhador da Palma de Ouro de melhor curta-metragem no Festival de Cannes de 2007. Também em 2006, estrela a produção Año uña, do diretor Jonás Cuarón. Em 2007 participa do filme Zona do Crime e em 2008 atua em Desierto adentro, ambos as obras dirigidas por Rodrigo Plá. Ainda em 2008 é visto no filme Lake Tahoe, firmando mais uma parceria de sucesso com o diretor Fernando Eimbcke. Este filme recebe menções de destaque no Festival de Cannes, é premiada no Festival de Berlim e em outros festivais pela América Latina, como o Festival de Cartagena.
Em 2012 participa de Selvagens, dirigido por Oliver Stone, um filme americano do gênero policial no qual Cataño interpreta o papel de Estéban. No mesmo ano é lançada a produção mexicana I Hate Love, assinada por Humberto Hinojosa, na qual Cataño dá vida ao adolescente Caca.
O ator realiza mais um parceria em família sendo dirigido pelo meio-irmão Jonás Cuarón no filme Desierto em 2015. Nesta produção Cataño interpreta um "coyote" responsável por fazer a travessia de imigrantes pela fronteira do México com os Estados Unidos. Naquele mesmo ano, o ator é convidado e passa a integrar o casting de Narcos, telessérie da Netflix, este trabalho lhe deu projeções internacionais. Na duas temporadas da série (2015-2016), Cataño assume o papel de Juan Diego "La Quica" Diaz, um assassino violento e cruel que trabalha para o narcotraficante Pablo Escobar.
Em 2016 Cataño pode ser visto no filme equatoriano Sin muertos no hay carnaval, dirigido por Sebastián Cordero, no qual interpreta Celio Montero, integrante de um grupo de sem-terras em embate com um jovem latifundiário.
Embora declare que gosta muito de atuar, Diego Cataño revela sua identificação com os trabalhos por trás da câmera. Ele tem feito experimentações nos postos de diretor e roteirista e até 2016 já havia dirigido três curta-metragens: Domingo (2013), Alter (2015) e Cerdos (2016).

## Carreira

### Cinema
- Zurdo (2003)
- Temporada de Patos (2004)
- Ver llover (curta-metragem) (2006)
- Año uña (2007)
- Zona do Crime (2007)
- Lake Tahoe (2008)
- Desierto adentro (2008)
- Los extranjeros (curta-metragem) (2011)
- Selvagens (2012)
- I Hate Love (2012)
- Desierto (2015)
- Sin muertos no hay carnaval (2016)

### Televisão
- El derecho de nacer (telenovela) (2000-2001)[12]
- Narcos  (série de televisão) (2015-2016)